# Elliptio ahenea
Elliptio ahenea је шкољка из реда Unionoida.

## Угроженост
Ова врста је на нижем степену опасности од изумирања, и сматра се скоро угроженим таксоном.

## Распрострањење
Ареал врсте је ограничен на једну државу. 
Сједињене Америчке Државе су једино познато природно станиште врсте.

## Станиште
Станиште врсте су слатководна подручја.

## Синоними[3]
- Elliptio waltoni (B.H. Wright, 1888)
- Unio aheneus Lea, 1845
- Unio waltoni B.H. Wright, 1888
- Common Name: southern lance [енглески]